# 141 pr. n. št.

## Dogodki
- Parti zavzamejo Mezopotamijo.

## Rojstva
- Antioh VI. Epifan Dioniz, kralj Selevkidskega cesarstva (* okoli 148 pr. n. št.)